# Едегем
Едегем (на нидерландски: Edegem) е селище в Северна Белгия, провинция Антверпен. Намира се на 6 km южно от центъра на град Антверпен. Населението му е около 21 700 души (2006).

## Известни личности
Починали в Едегем
- Вили Вандерстен (1913-1990), автор на комикси
- Лео Тиндеманс (1922-2014), политик